# Chef, la recette !
Chef, la recette ! est une émission télévisée française diffusée sur M6 qui a pour thème la cuisine.
Chaque semaine, le chef Cyril Lignac, assisté d'un autre cuisinier, y crée un repas en compagnie de téléspectateurs qui participent à l'émission en cuisinant une recette du chef et qui profitent des astuces qu'il peut donner. À la fin, tout le monde est réuni pour déguster ce qui a été cuisiné par les invités.